# 4-AcO-DPT
4-AcO-DPT（4-乙酰氧基-N,N-二正丙基色胺）是一种色胺衍生物，化学式为C18H26N2O2，是4-羟二丙基色胺（4-HO-DPT）的结构类似物，最早由亚历山大·舒尔金合成。